# Księży Młyn
Księży Młyn (Præstemøllen) er et kompleks af tekstilfabrikker og tilhørende bygninger bygget i Łódź i anden halvdel af 1800-tallet. Det hører til Europas største og mest betydningsfulde historiske industrikomplekser. Navnet kommer fra en mølle som før i tiden lå i området og tilhørte præsteskabet i byen. Łódź har foreslået at Księży Młyn optages på UNESCOs liste over verdens kulturarv.

## Historie
Karol Scheiblers første spinderi blev bygget i 1855 ved Wodny Rynek (Vandtorvet), i dag Plac Zwycięstwa (Sejrspladsen). I de følgende år udbyggede Scheibler sin virksomhed, fortsat i byregionen, med både fabrik- og bobebyggelse. Dette kompleks var det første af sin art i Łódź, og var i begyndelsen en slags egen byenklave som ikke var underlagt bystyret eller byretten. 
Fra begyndelsen af 1870'erne begyndte Scheibler at udvikle et nyt fabrikkompleks i en hidtil ukendt skala – Księży Młyn (efter tegninger af Hilary Majewski), med det største bomuldsspinderi i Łódź, en egen arbejderbydel, butikker, brandstation, sygehus, skole, park og sø. Scheiblers forretning var den største tekstilforretning i Kongress-Polen. Til sammen dækkede den et område på over 500 hektar, det udgjorde 14 % af datidens byareal. 
Hele komplekset udmærkede sig, ikke kun med sine moderne produktionsforhold, men havde også datidens mest fuldkomne rumlige organisering. Alle fabriksbygningerne, som til sammen har en volumen på over 1 million m³, blev knyttet sammen med et fem kilometer langt net af jernbaner. Scheibler byggede også rækker med tvillingehuse lige ved fabrikkerne for, at knytte arbejderne til sin forretning. 
Księży Młyn blev også udfyldt med tre paladsresidenser: ved Vandtorvet (Karol Scheiblers palads, som i dag huser Kinematografimuseet), ved Piotrkowska-gaden (Scheibler-familiens palads) og på hjørnet af Przędzalniana-gaden og Wincenty Tymienieckis gade (Edward Herbsts villa, i dag Kunstmuseet). 

## Fabrikskomplekser
Karol Scheibler byggede sit første fabrikskompleks ved Vandtorvet, som han i 1854 fik overrækt af bystyret. I de følgende år fra 1855 byggede han bomuldsspinderier (1855 og 1868), væverier (1856 og 1868), fyrrum (1856) og magasiner (1856 og 1870) her. I årene 1865-1868 byggede han desuden et kompleks af fem arbejderhuse. Ved siden af forretningen byggede han i 1855 sit eget bolighus, som i 1865 blev ombygget til et neorenæssancepalads (Karol Scheiblers Murstenshus). Senere blev også nye arbejderhuse (1896), en administrasionsbygning (begyndelsen af 1900-tallet) og en handelscentral rejst ved Targowa-gaden. 
I begyndelsen af 1870-tallet byggede Scheibler sit andet fabrikskompleks på områderne ved floden Jasień. I de følgende år fra 1870 byggede han byens største bomuldsspinderi (1870-1879) med tilhørende driftsbygninger (1873-1879), et farveri og fire magasiner her. Som ved Vandtorvet, men i en meget større skala, byggede han også et kompleks af 19 arbejderboliger ved Wincenty Tymienieckis gade (1873-1900), 12 ved Księży Młyn-gaden (1873-1875) og tre ved Fabryczna-gaden (1885). Han oprettede også et brandvæsen ved Wincenty Tymienieckis gade i 1878, fabrikssygehus ved Milionowa-gaden (1882), en skole ved Księży Młyn-gaden (1877) samt et paladskompleks på hjørnet af Przędzalniana-gaden og Wincenty Tymienieckis gade (1875) til sin ældste datter og svigersøn (Edward Herbsts villa).
Det tredje fabrikskompleks i Księży Młyn bestod af Kopischs blegeri (bygget i 1828 ved Wincenty Tymienieckis gade som byens ældste industribygning), et nyt blegeri (1878), to fabriksbygninger og et magasin (1890), kraftværk (1910-1914), administrasionsbygninger, kompleks af fem arbejderhuse (1900) samt et børnesygehus (1902). I 1889 blev "Det nye væveri" og to arbejderhuse (1890) rejst ved Jan Kilińskis gade.

51°45′21″N 19°28′55″Ø / 51.75583°N 19.48194°Ø